# Fokker E.IV
O Fokker E.IV foi a variante final dos caças da família "Eindecker" (que significa literalmente "único convés") que foi operado pela Alemanha durante a Primeira Guerra Mundial.

## Projeto e desenvolvimento
Dada a designação Fokker de M.15, o E.IV era essencialmente um Fokker E.III alongado alimentado pelo motor giratório de 14 cilindros e duas fileiras Oberursel U.III de 160 hp (119 kW), uma cópia do Gnome Double Lambda. O motor mais potente destinava-se a permitir que o Eindecker carregasse duas ou três metralhadoras de 7,92 mm (0,312 pol), aumentando assim seu poder de fogo e proporcionando redundância se uma arma travasse - uma ocorrência comum na época. No entanto, o E.IV era um projeto problemático que nunca alcançou o sucesso de seu antecessor e logo foi superado por caças franceses e britânicos.

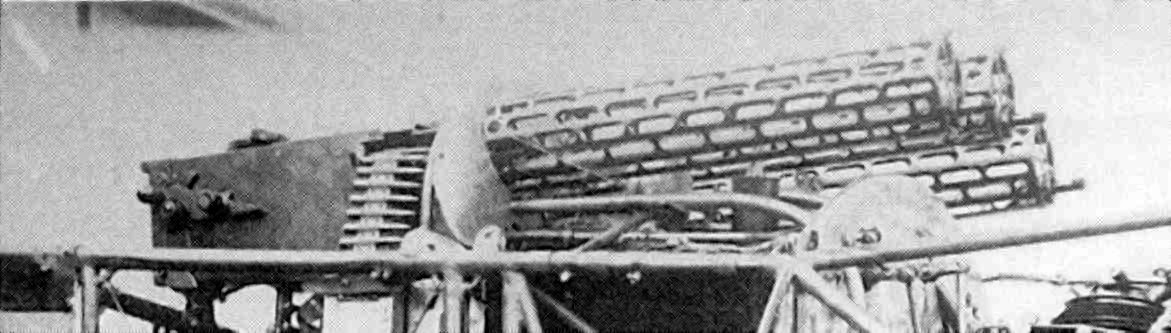
Um dos primeiros exemplares da
montagem tripla das metralhadoras "Spandau".

O protótipo do E.IV foi aceito para testes pela "Inspektion der Fliegertruppen" alemã em setembro de 1915. Ele foi equipado com três metralhadoras 7,92 mm (.312") lMG 08 "Spandau", montadas para disparar para cima a 15°. Anthony Fokker demonstrou o E.IV em Essen, mas o complicado mecanismo sincronizador triplo falhou e a hélice foi danificada. Acredita-se que a remoção da arma do lado esquerdo tenha sido pioneira no E.IV de Oswald Boelcke, acredita-se que tenha carregado o IdFlieg serial "123/15", com um sistema de sincronização duplo mais simples usado na linha central e lateral direita com as MG 08 Spandau. A instalação de duas metralhadoras sincronizadas MG 08 "Spandau" se tornaram o armamento padrão para a produção do E.IV e, de fato, para todos os caças biplanos alemães do tipo D ("Doppeldecker") subsequentes. A angulação das armas também foi abandonada.

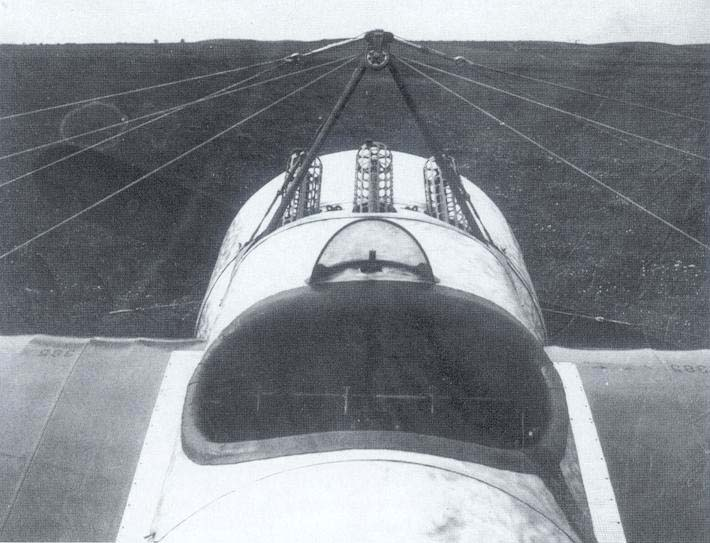
O armamento original com "três Spandau" do Fokker E.IV, antes que a arma de bombordo fosse removida.

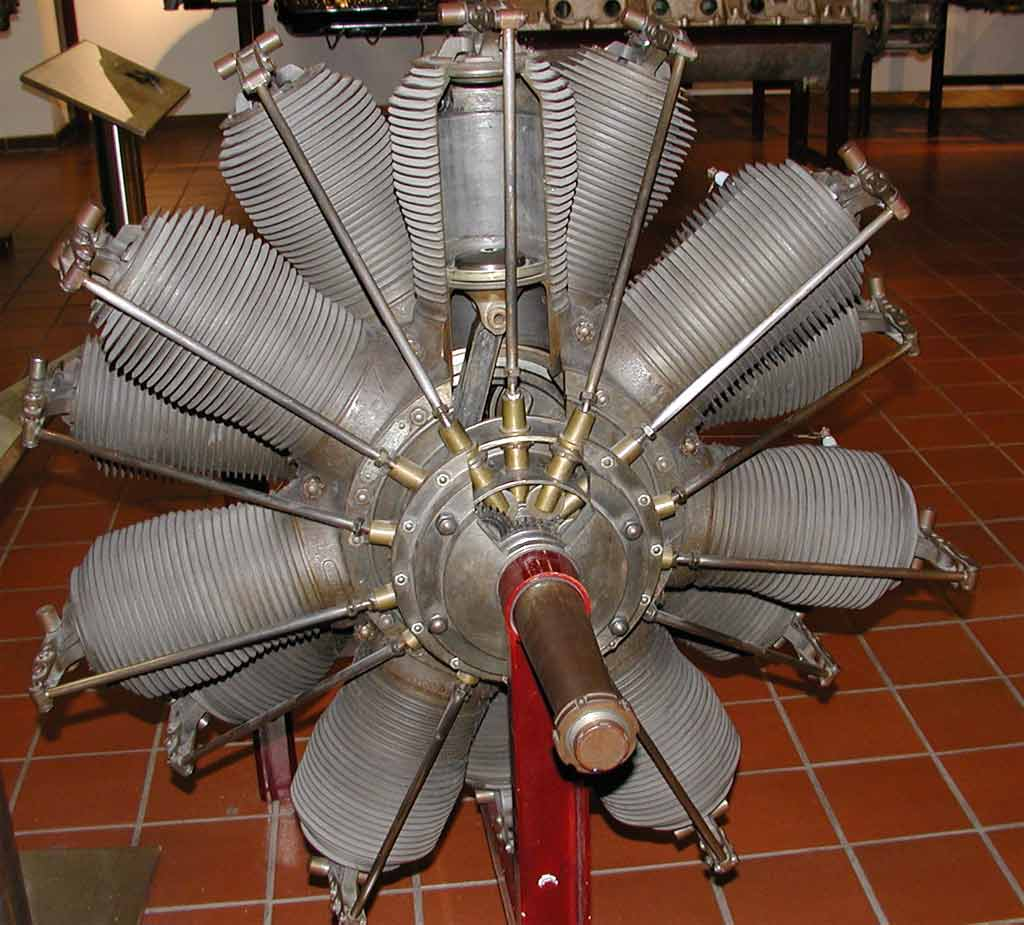
Motor alemão Oberursel U.III em um museu.

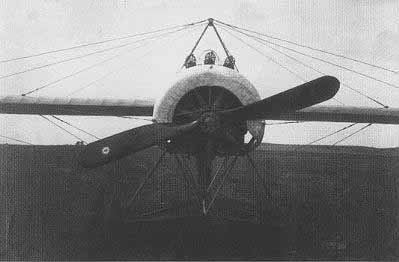
Vista frontal da instalação com três metralhadoras do Fokker E.IV.

## Histórico operacional
O protótipo modificado passou por avaliação de combate na Frente Ocidental pelo "Oberleutnant" Otto Parschau em outubro de 1915, tornando-se o primeiro caça de duas armas em serviço. O principal ás alemão Oswald Boelcke avaliou o E.IV na fábrica da Fokker em Schwerin em novembro. Os pilotos descobriram que montar a metralhadora Oberursel U.III muito mais pesada na estrutura do Eindecker não produzia uma aeronave melhor - um piloto o descreveu como "praticamente um motor voador". As forças inerciais e giroscópicas da massa giratória tornaram o E.IV menos manobrável do que o "E.III" e qualquer perda de eficiência do motor notoriamente não confiável tornava a aeronave praticamente incontrolável, exigindo que o motor fosse desligado. Fazer curvas sob tais condições era extremamente difícil porque o E.IV ainda usava o sistema "wing warping" em vez de ailerons. Além disso, o motor funcionava bem quando novo, mas perdia potência após apenas algumas horas de operação.
Apenas 49 E.IV foram construídos do total de 416 aeronaves da "família Eindecker". Mais da metade dos E.IV entraram em serviço em junho de 1916 e os últimos foram entregues em dezembro de 1916, época em que estavam obsoletos.

## Operadores
Império Alemão
- "Luftstreitkräfte" com 48 exemplares
- "Kaiserliche Marine" com um exemplar

## Especificações (E.IV)
Dados de: Militär Wissen (parcial)
Descrições gerais
- Tripulação: 1 piloto
- Comprimento: 7,5 m (25 ft)
- Envergadura: 10 m (33 ft)
- Altura: 2,7 m (8,9 ft)
- Área alar: 15,9 m² (171 ft²)
- Peso vazio: 466 kg (1 030 lb)
- Peso bruto (carregado): 724 kg (1 600 lb)
- Capacidade de combustível: 81 l (21,4 US-gal)

Motorização
- Número de motores: 1x
- Tipo do motor: Oberursel U.III giratório, de 14 cilindros refrigerado a ar
- Potência por motor: 100 hp (74,6 kW)
- Descrição do propulsor/hélice: Hélice de madeira de 2 pás de passo fixo com 2,3–2,5 m de diâmetro

Performance
- Velocidade máxima: 170 km/h (106 mph)
- Velocidade de cruzeiro (km/h): 110 km/h (68,4 mph)
- Alcance: 240 km (149 mi)
- Razão de subida: 4.2 m/s
- Tecto de serviço: 3 960 m (13 000 ft)

Armamentos
- Metralhadoras/canhões: 2 ou 3 × metralhadoras "Maschinengewehr 08" de 7,92 mm (.312") de disparo frontal